# Головченко, Георгий Геннадьевич
Георгий Геннадьевич Голо́вченко (р. 1931) — советский и украинский архитектор. Заслуженный архитектор УССР (1987).

## Биография
Родился 5 июля 1931 года в Луганске (ныне Украина). Окончил в 1957 году архитектурный факультет ХИСИ. С 1965 года работал в Луганском филиале украинского государственного института проектирования городов «Гипроград». С 1970 года — председатель правления Луганской организации Союза архитекторов Украины. С 1973 года — главный архитектор института «Луганськцивильпроект», в 1982—1991 годах — директор этого института.
Сооружения, построенные по проектам Г. Г. Головченко:
- здание Луганской филармонии (1962);
- здание Луганского драматического театра (1970);
- дом Облпрофсовета (1971);
- Луганский автовокзал (1976 , 1989).

Выполнил архитектурную привязку (то есть является соавтором) следующих памятников:
- мемориальный комплекс «Молодая Гвардия» в Краснодоне (1965);
- монумент « Украина — освободителям» в пгт Меловом Луганской области (1972);
- памятник Л. И. Лутугино (Лутугино , 1970) ;
- памятник Владимиру Далю, (Луганск, 1980) ;
- памятник А. Г. Стаханову (Стаханов, 1985) ;
- памятник К. Гаскойну (Луганск , 1995) ;
- памятник М. П. Холодилину (Луганск , 1996)

## Награды и премии
- Заслуженный архитектор УССР (1987)
- Государственная премия УССР имени Т. Г. Шевченко (1973) — за монумент «Украина — освободителям» в селе Миловом Ворошиловградской области
- Премия Ленинского комсомола (1972) — за разработку проекта комплекса — Музея «Молодой гвардия» в Краснодоне